# GEOSS
Globalna Sieć Systemów Obserwacji Ziemi (ang. Global Earth Observation System of Systems, GEOSS)
Na III Szczycie Obserwacji Ziemi w Brukseli (16 lutego 2005) 61 państw przyjęło 10-letni plan wdrożenia w życie GEOSS. Projekt ten, wspierany przez niemal 40 organizacji międzynarodowych, ma skoordynować i zharmonizować pracę ok. 100 tys. urządzeń pomiarowych rozmieszczonych na lądzie, bojach, statkach, dnach oceanów, a także satelitów obserwujących Ziemię z kosmosu.
Umożliwi on:
- zapobieganie skutkom kataklizmów,
- usprawnienie monitorowania zmian klimatu, a także dokładniejsze prognozowanie pogody,
- przewidywanie wpływu środowiska na zdrowie człowieka,
- walkę z chorobami takimi jak malaria czy cholera poprzez stworzenie mapy siedlisk bakterii, np. przecinkowca cholery, i ostrzeganie społeczności zagrożonych epidemią,
- ochronę i zarządzanie zasobami wody oraz energii,
- monitoring i ochronę ekosystemów,
- wspomaganie rolnictwa i zapobieganie pustynnieniu.